# Oratori de Germigny-des-Prés
L'oratori de Germigny-des-Prés (en francès:oratoire carolingien de Germigny-des-Prés) és un antic oratori francès de fundació medieval, avui església de la Santíssima Trinitat (en francès: église de la Très-Sainte-Trinité), situat en la comunitat homònima de Germigny-des-Prés, en el departament de Loiret, a la regió Centre-Vall del Loira. És una de les esglésies més antigues de França, un dels pocs exemples de l'arquitectura carolíngia que encara es conserven.
L'església va ser classificada com monument històric de França l'any 1840. El monument es troba dintre del perímetre de la regió natural de la Vall del Loira inscrit en el Patrimoni de la Humanitat de la UNESCO.

## Història
L'oratori va ser construït entre 803 i 806 pel bisbe Teodulf d'Orleans, abat de l'Abadia de Saint-Benoît-sur-Loire, teòleg i conseller de Carlemany, segons un esquema de planta central en creu grega. L'església va ser consagrada el 3 de gener de 806 sota l'advocació de santa Genoveva i sant Germà; era aleshores una de les més riques de Nèustria. Va ser la seu d'un consell general de Estats l'any 843, i després va patir un incendi abans del 854. Erigida en priorat el 1067 i més endavant en parròquia en el segle xiii.
Durant les guerres de religió a França entre 1560 i 1562, la part occidental de l'església va ser destruïda. Als segles XV i XVI se li va afegir una nau, que va comportar la destrucció de l'absis occidental. Aquesta nau es va ampliar al segle xix, sent coronat l'edifici original amb un campanar. L'església va ser classificada com monument històric de França en 1840 i va ser restaurada a partir de 1867.
Gràcies a les excavacions abans del Congrés arqueològic de França que va tenir lloc a Orleans l'any 1930, s'ha pogut establir el plànol original, l'alçat i la decoració de l'edifici. Es va poder observar restes de les cases del bisbe com les de Carlemany a la Capella Palatina d'Aquisgrà i la construcció d'un porxo.

## Art
L'edifici adopta una planta amb forma de creu grega (amb quatre absiss semicirculars en els quatre costats del quadrat central de la planta, estant l'absis oriental el del mosaic, imitació de l'oratori del palau imperial d'Aquisgrà (avui a Alemanya).
La part més antiga -en creu grega- està construïda per arcades peraltades -és a dir, la curvatura de les quals és més gran que la de l'arc de mig punt- d'art visigòtic. La cúpula no és l'original. Està coronada per un cimbori amb dos nivells d'obertures: quatre sèries de tres arcs per sota les finestres amb rajoles d'alabastre que tamisen el llum. El mosaic se situa per sota una sèrie de petits arcades cegues, l'interior de les quals estava clarament decorat amb mosaics dels que encara es poden alguns. El principal es troba, en la volta de forn de l'absis. Malgrat les demolicions realitzades el 1867, les excavacions han revelat sota el paviment actual a uns quaranta centímetres, el terra de l'església del segle xv i a 1,15 m per sota també del terra actual, el primitiu paviment; l'absis est, que tenia el mosaic en l'època Theodulf: a l'oest es va trobar els fonaments d'un absis semicircular alterat visiblement en octàgon amb un mur paral·lel.
El mobiliari és escàs. N'hi ha essencialment una imatge de la pietà de l'escola borgonyona, situada a prop de l'oratori. L'església té un petit museu amb un reliquiari del segle xii, que és obra d'un taller de Limousin, amb la decoració composta de cares d'àngels representats dintre de medallons.

### El mosaic romà d'Orient
L'església conté, a la volta de forn de l'absis, l'únic mosaic romà d'Orient de França, que representa dos àngels que envolten el Arca de l'Aliança. Aquesta escena s'inspira clarament als mosaics de la basílica de Sant Vidal de Ravenna. La petxina de l'absis on es troba l'espai del mosaic té la forma d'un quart d'un el·lipsoide. Es desenvolupa en una longitud de 6,25 metres i una alçada de 4,60 metres.
Va ser cobert amb estuc durant la Revolució Francesa, i després redescobert a mitjan segle xix.
El mosaic ocupa en l'església el lloc que la tradició romana d'Orient reservava a les imatges de la Verge Maria entronitzada, amb Crist en la seva falda i envoltada per dos àngels, un a la dreta i un altre a l'esquerra. Aquests dos àngels signifiquen el caràcter diví d'aquells als qui flanquegen. El mosaic de Germigny, l'autor del qual òbviament coneixia els usos de l'Imperi Romà d'Orient, encara que no és pròpiament romà d'Orient, va renunciar a la representació de la Mare de Déu substituint-la per una imatge equivalent en un nivell simbòlic. L'arca de l'aliança, que contenia en efecte el mannà, el pa baixat del cel, era considerada pels exegetes cristians com una prefiguració de la Santíssima Mare que té el Crist, nascut a Betlem.
Segurament l'artista estaria influït per la iconoclàstica que substituïa les imatges reals per les «ombres» i els símbols. Va representar l'arca de l'aliança envoltava per dos àngels d'or que, d'acord amb la Bíblia, envolten el reclinatori, i l'autor va afegir d'altres dos àngels més, imatges «reals» aquesta vegada, com si fos per envoltar la Verge Maria i el seu diví fill. Havia de saber els passatges de l'Èxode (36, 35 i 37, 7-9) que descriuen el vel del Temple i el reclinatori i que es van utilitzar àmpliament a l'Imperi Romà d'Orient pels partidaris de la veneració d'imatges. De fet, van ser una important excepció en la prohibició de fer imatges o figures tallades (Ex. 20: 4-5). Aquesta representació és particularment interessant pels estrets vincles que té amb la crisi iconoclàstica que assolava en l'època de la seva realització.

Una llarga banda policroma voreja el mosaic amb grans octògons. La part inferior està ocupada per una altra banda de color blau amb una inscripció en lletres de plata:
| « | ORANCLUM SMC Y CERUBIN HIC Aspice SPECTANS Y Testamenti MICAT ARCA DEI CEST CERNENS PRECIBUSQUE Studens pulsare TONANTEM THEODULPHUM votis IUNGITO GUAESO TUIS | » |

- Disseny del mosaic
- El mosaic carolingi
- L'absis
- Detall de l'àngel de la dreta